# Alex Feneridis
Alex Feneridis (13 de noviembre de 1989) es un exfutbolista neozelandés, que al ser hijo de griegos posee también la nacionalidad de dicho país. Jugó como mediocampista en el Glenfield Rovers.

## Carrera
Desde 2006 jugó en el Auckland City, con el que ganó tres veces la liga neozelandesa, en dos ocasiones la Charity Cup y en cinco oportunidades la Liga de Campeones de la OFC. En 2014 pasó al Team Wellington, club que dejó en 2016, cuando firmó con el Glenfield Rovers.

### Clubes
| Club                        | País          | Año         |
| --------------------------- | ------------- | ----------- |
| Auckland City Football Club | Nueva Zelanda | 2006 - 2014 |
| Team Wellington             | Nueva Zelanda | 2014 - 2016 |
| Glenfield Rovers            | Nueva Zelanda | 2016 - 2021 |

### Selección nacional
Ganó el Torneo Preolímpico de la OFC 2012 y fue seleccionado entre los 18 jugadores que representaron a Nueva Zelanda en los Juegos Olímpicos de Londres 2012.

## Palmarés
| Título                | Club             | País          | Año     |
| --------------------- | ---------------- | ------------- | ------- |
| Campeonato de Fútbol  | Auckland City    | Nueva Zelanda | 2006-07 |
| Campeonato de Fútbol  | Auckland City    | Nueva Zelanda | 2008-09 |
| Liga de Campeones     | Auckland City    | Nueva Zelanda | 2008-09 |
| Liga de Campeones     | Auckland City    | Nueva Zelanda | 2010-11 |
| Charity Cup           | Auckland City    | Nueva Zelanda | 2011    |
| Preolímpico de la OFC | Selección Sub-23 | Nueva Zelanda | 2012    |
| Liga de Campeones     | Auckland City    | Nueva Zelanda | 2011-12 |
| Liga de Campeones     | Auckland City    | Nueva Zelanda | 2013    |
| Charity Cup           | Auckland City    | Nueva Zelanda | 2013    |
| ASB Premiership       | Auckland City    | Nueva Zelanda | 2013-14 |
| Liga de Campeones     | Auckland City    | Nueva Zelanda | 2014    |
| Charity Cup           | Team Wellington  | Nueva Zelanda | 2014    |
| ASB Premiership       | Team Wellington  | Nueva Zelanda | 2015-16 |

### Distinciones individuales
| Distinción                            | Año     |
| ------------------------------------- | ------- |
| Jugador joven del año (Auckland City) | 2008-09 |